# 이방실 장군 묘
이방실 장군 묘(李房實 將軍 墓)는 대한민국 경기도 가평군 가평읍 하색리에 있는, 고려 후기의 무신 이방실(?∼1362) 장군과 그의 두 부인을 함께 모신 합장묘이다. 1972년 7월 10일 경기도의 기념물 제52호로 지정되었다.

## 개요
고려 후기의 무신 이방실(?∼1362) 장군과 그의 두 부인을 함께 모신 합장묘이다.
장군은 충목왕이 원나라에 있을 때 모신 공으로 왕이 즉위하자 무관의 벼슬인 중랑장에 오르게 되었다. 공민왕 8년(1359)에 4만 여명의 홍건적이 침입해오자 관군들과 적을 무찌르는 큰 공을 세워 왕명의 출납과 군기를 맡는 추밀원 부사가 되었다. 공민왕 10년(1361)에 20여 만명의 홍건적이 다시 침입하여 개경까지 오자 여러 장군들과 합심하여 적을 완전히 물리쳤다. 그러나 그의 공을 시기한 간신 김용의 모략으로 공민왕 11년(1362)에 살해되었다.
현재 묘역은 반달 모양으로 두둑하게 둘러 싸여 있고, 그 앞에 국한문 혼용으로 쓰여진 비문과 무인석 등이 배치되어 있다.

## 갤러리

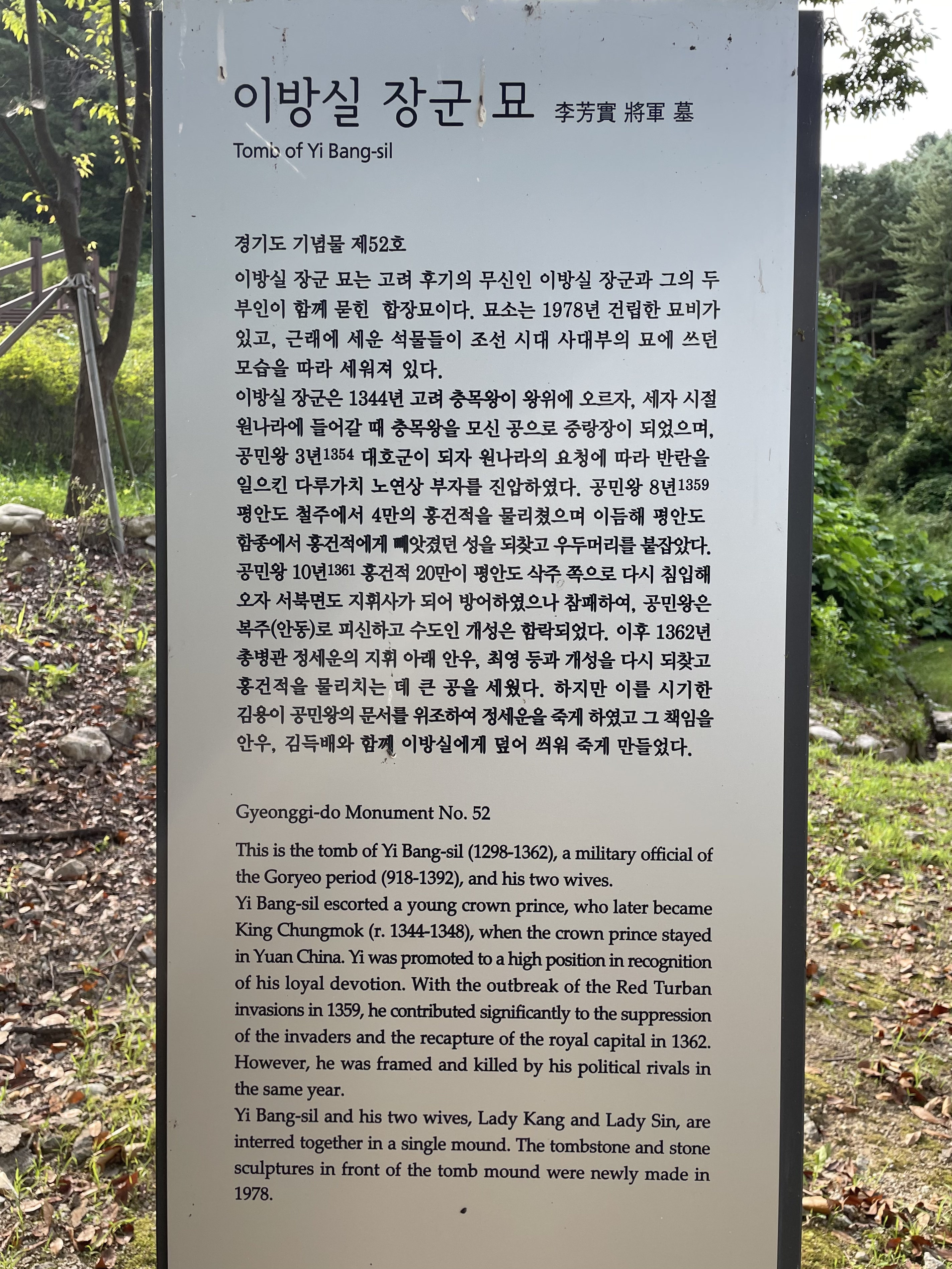
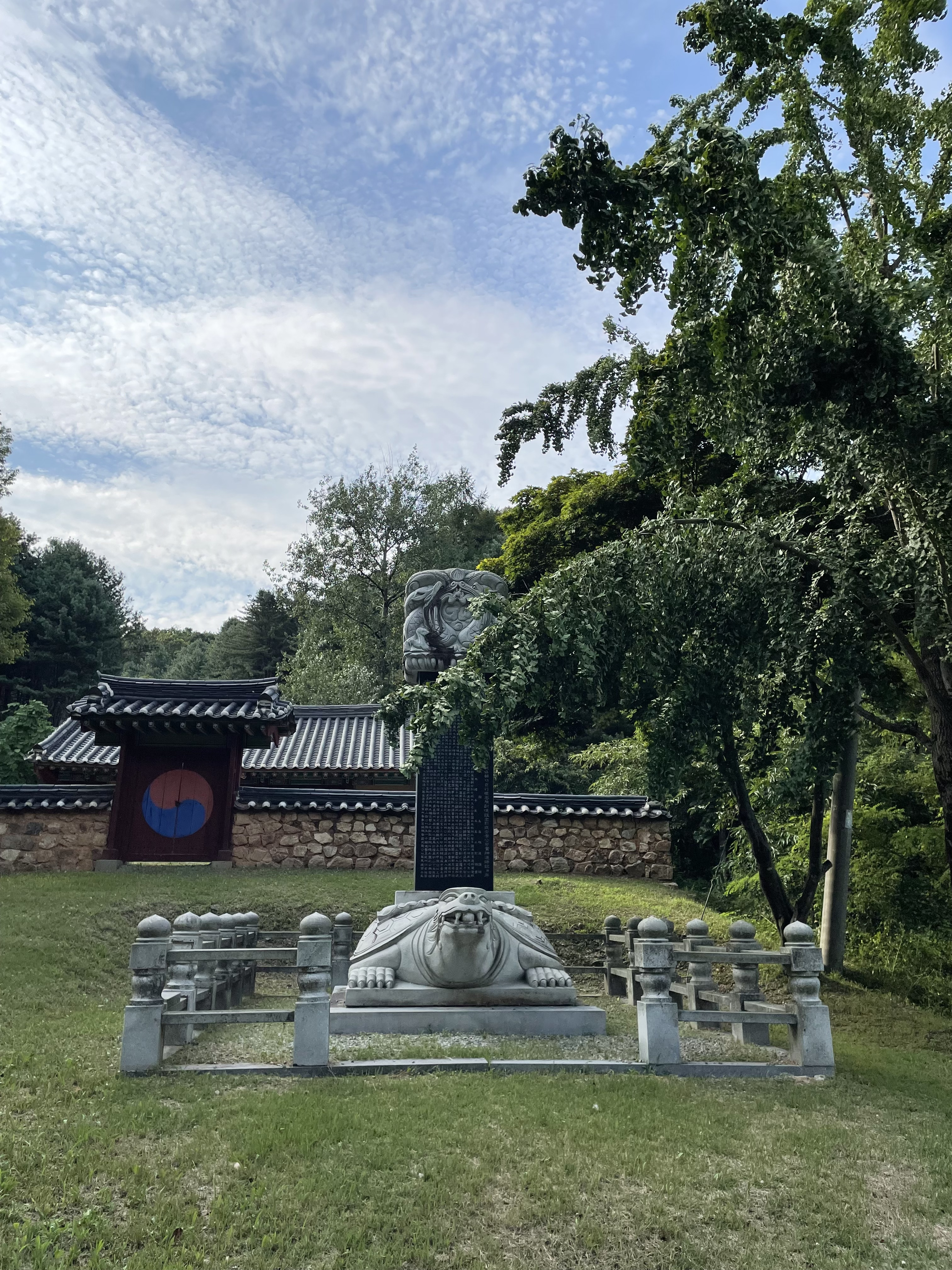
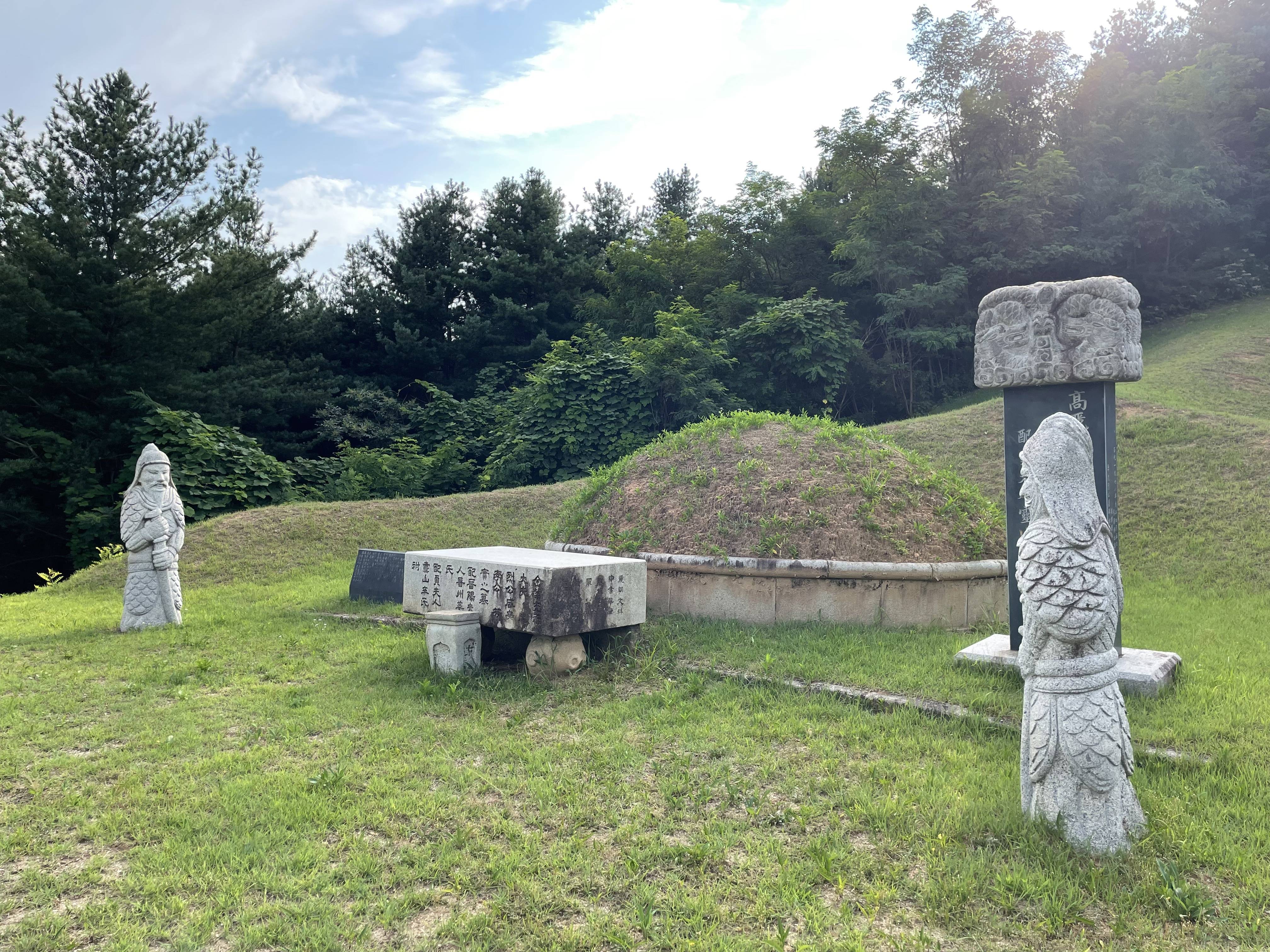
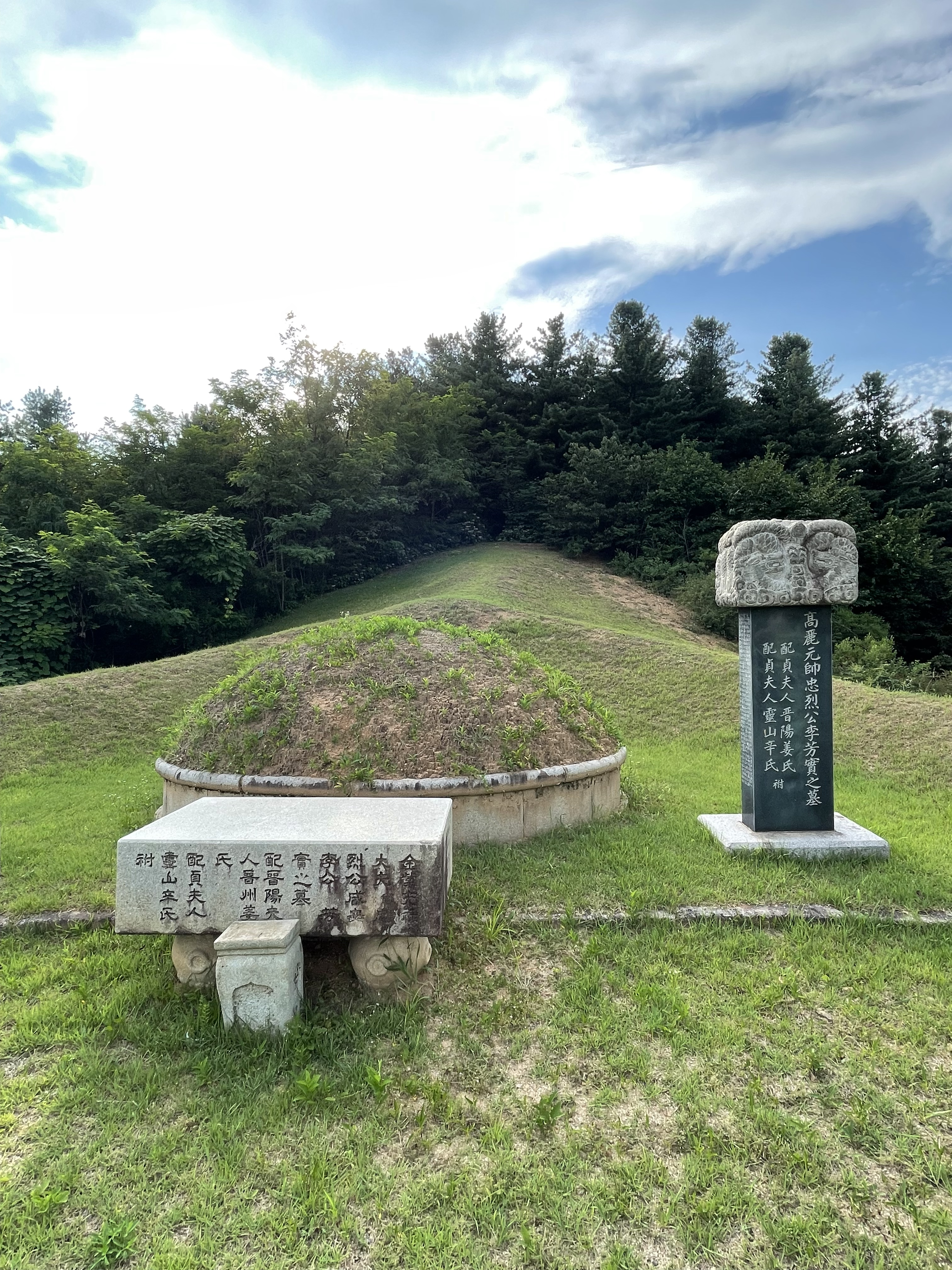

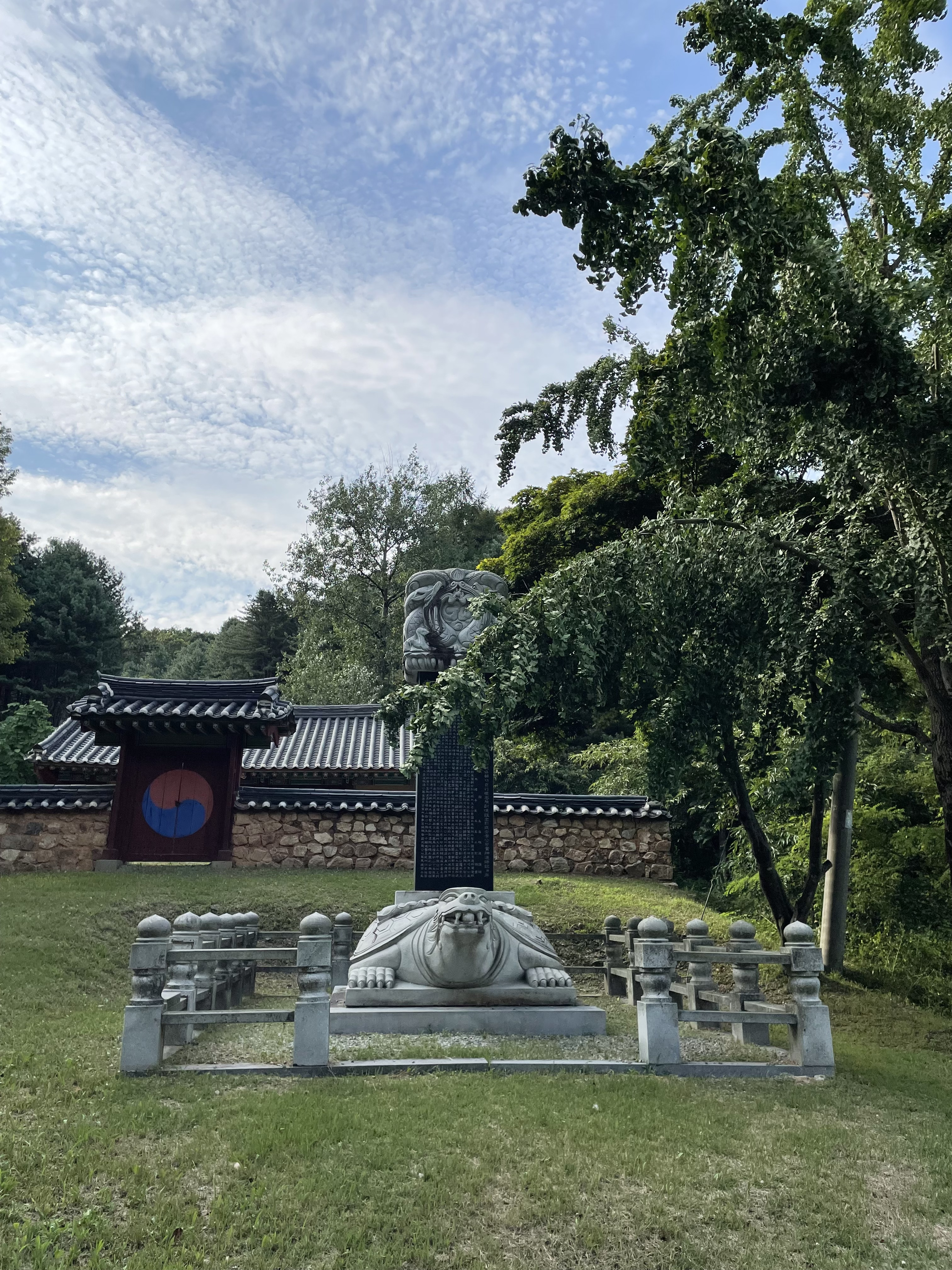

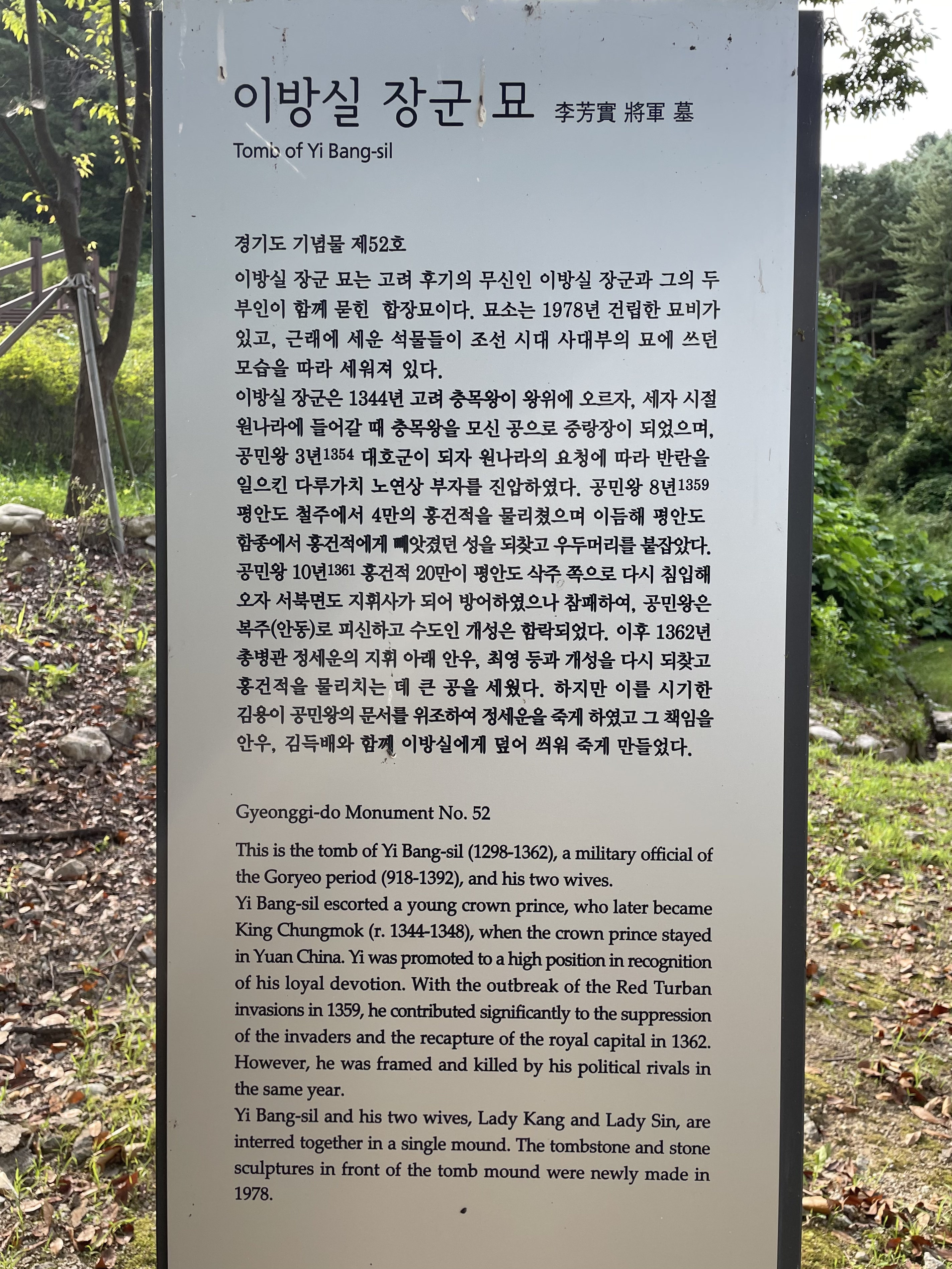

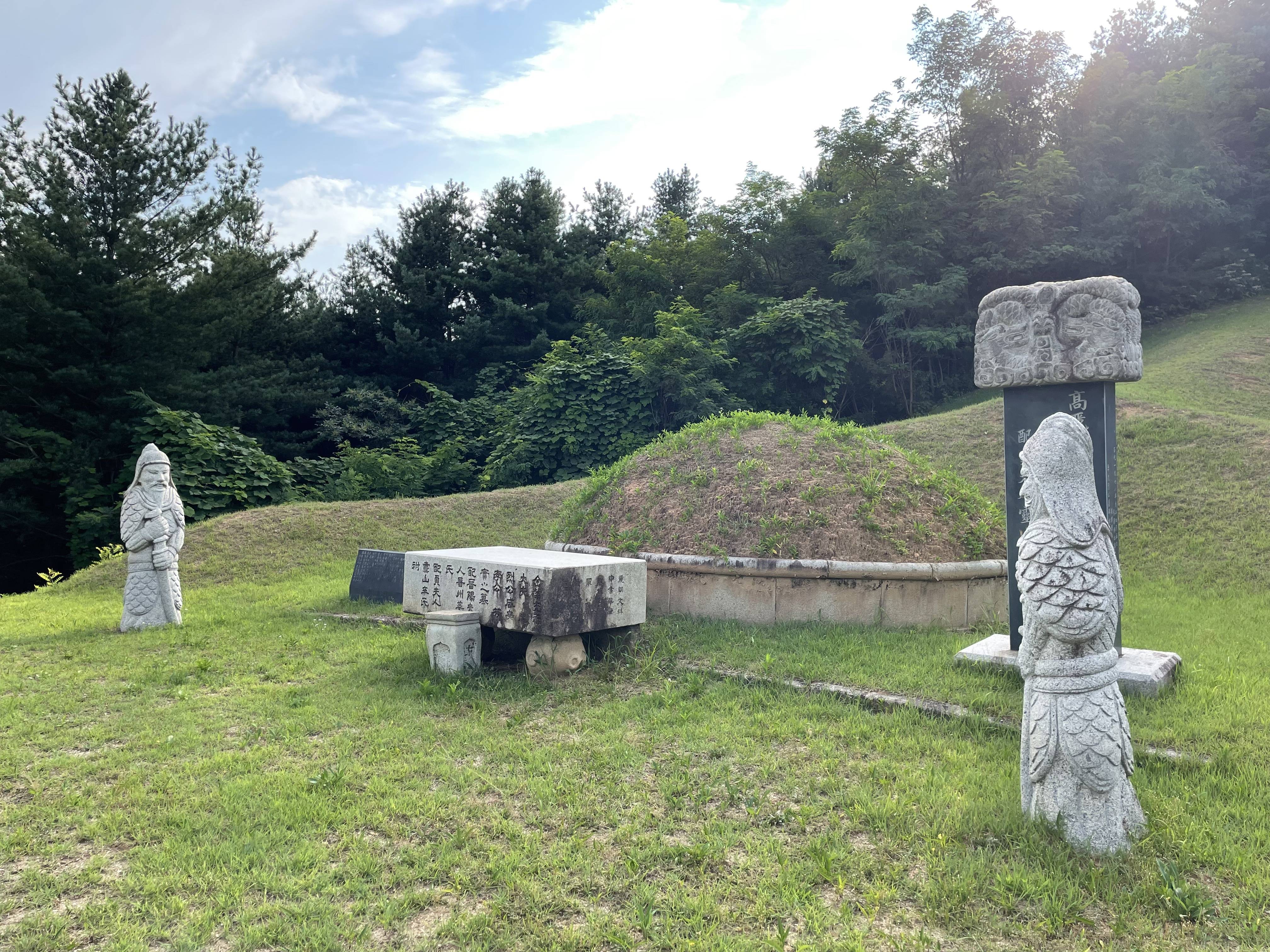

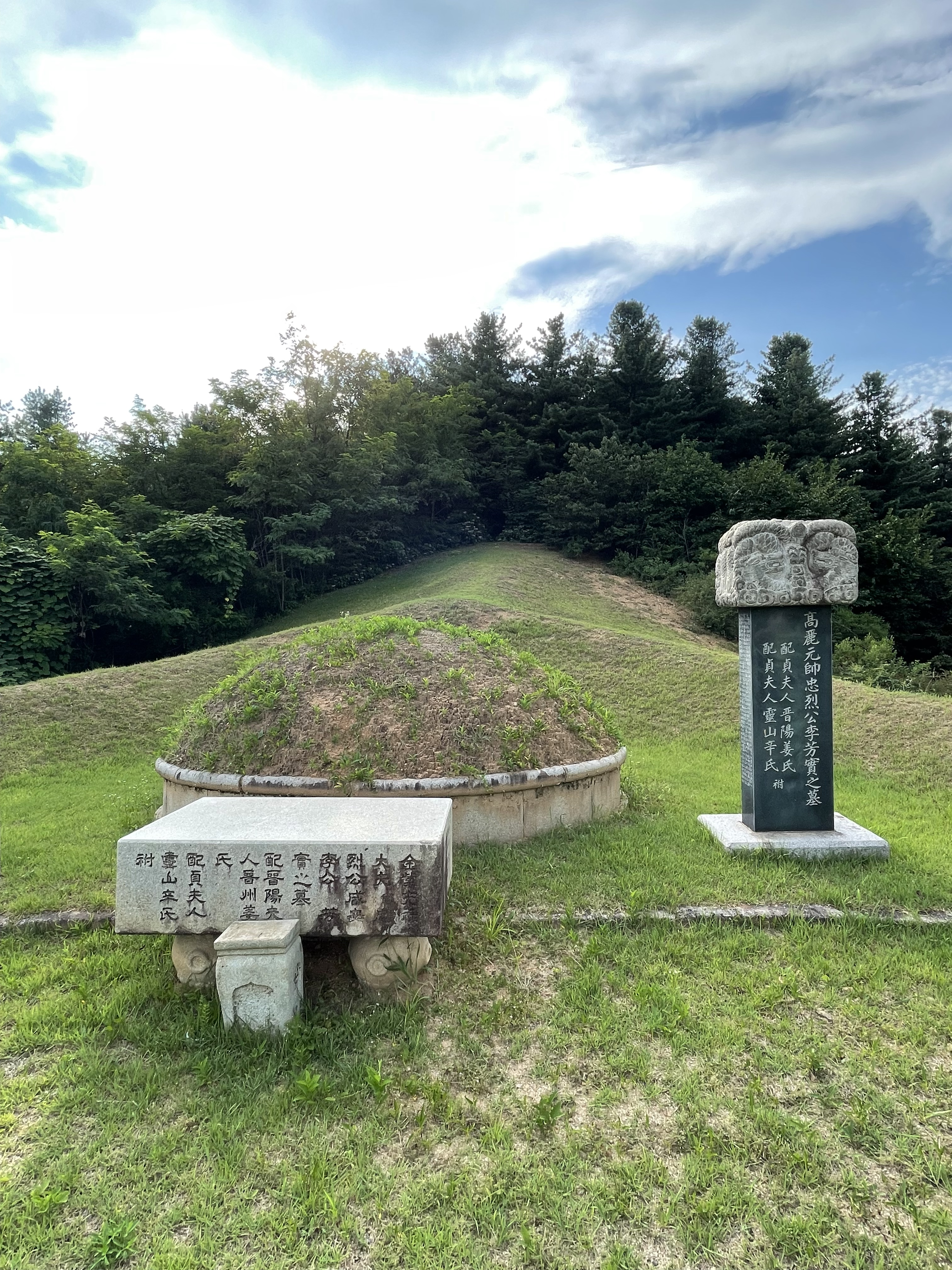

## 같이 보기
- 이방실

## 참고 문헌
- 이방실장군묘 - 국가유산청 국가유산포털